# Asamblea Nacional Constituyente de Costa Rica de 1917
La Asamblea Nacional Constituyente de Costa Rica de 1917 fue convocada por el dictador Federico Alberto Tinoco Granados tras obtener el poder después del golpe de Estado de Costa Rica de 1917 que derrocó al presidente Alfredo González Flores. Tinoco buscaba legitimar su régimen creando un nuevo modelo de república, por lo que la Constitución de 1871 fue abolida. La Asamblea inició sesiones el 11 de abril y las finalizó el 8 de junio. Una de sus primeras decisiones fue declarar a Tinoco legítimo presidente de Costa Rica y extender su mandato a seis años. Estuvo constituida por 42 diputados que fueron elegidos en unos comicios bastante cuestionables donde la oposición no pudo participar. Todos, salvo dos diputados, pertenecían al partido único del régimen; el Partido Peliquista. Sólo los diputados Otilio Ulate Blanco y Otto Cortés Fernández habían sido elegidos por el «Partido Tinoquista».
Se escogió a una comisión de expresidentes que redactará el borrador de la Constitución de 1917, y la misma es considerada una de las más reformistas de la historia, si bien tuvo una vida muy breve. Entre otras cosas postulaba el deber del Estado de proteger a la clase trabajadora y creaba un Parlamento bicameral con un Senado y una Cámara de Diputados. También dotaba a la población de gran cantidad de derechos civiles, si bien más en la teoría que en la práctica pues el régimen tinoquista fue excepcionalmente represivo. En todo caso, tras el derrocamiento de Tinoco en 1919, la Constitución de 1917 fue abolida y se restauró de la de 1871, no sería hasta 1949 que se convocaría a una nueva Constituyente que crearía una otra Constitución que reemplazara, hasta la fecha, a la de 1871.